# Scolitantides varomata
Scolitantides varomata är en fjärilsart som beskrevs av Otto Staudinger. Scolitantides varomata ingår i släktet Scolitantides och familjen juvelvingar. Inga underarter finns listade.